# Златогорова
Златого́рова (рос. Златогорова) — присілок у складі Білоярського міського округу Свердловської області.
Населення — 359 осіб (2010, 275 у 2002).
Національний склад станом на 2002 рік: росіяни — 84 %.